# Cirolana wongat
Cirolana wongat is een pissebed uit de familie Cirolanidae. De wetenschappelijke naam van de soort is voor het eerst geldig gepubliceerd in 1994 door Bruce.